# It Happened in the West
It Happened in the West è un cortometraggio muto del 1911 diretto da Hobart Bosworth.

## Produzione
Il film fu prodotto dalla Selig Polyscope Company.

## Distribuzione
Distribuito dalla General Film Company, il film - un cortometraggio in una bobina - uscì nelle sale cinematografiche statunitensi il 11 luglio 1911.